# Hadrothemis defecta
Hadrothemis defecta – gatunek ważki z rodziny ważkowatych (Libellulidae). Występuje w Afryce Subsaharyjskiej – stwierdzany od Senegalu po Ugandę i Zambię.